# コマンド&コンカー
コマンド&コンカー（Command & Conquer、『命令と征服』）は1995年アメリカのWestwood Studios社が制作したリアルタイムストラテジーゲーム。略してC&Cともいう。発売以来さまざまなシリーズが作られ、拡張パックを含めると10以上ものタイトルになる。シリーズトータルでの全世界での売り上げは3500万セットを超える。世界ではエイジ オブ エンパイア シリーズやウォークラフトとともに絶大な人気を誇るが、日本ではセンセーションを起こせなかった。Westwood社は後にエレクトロニック・アーツ社に吸収合併される。コマンド&コンカーブランドは以後エレクトロニック・アーツ社に引き継がれることになる。
ゲームの舞台は20世紀や近未来などシリーズによって異なる。登場するユニットは架空のものが多い。また各勢力にひとり、強力で特殊な能力を有するヒーローユニットが存在するのも特徴である。

## シリーズ製品

### 『ティベリウム』シリーズ
コマンド&コンカー（Command & Conquer、『命令と征服』）（初代）
1995年発売。世界連合軍のGDI軍と秘密組織NOD軍との全面戦争を描いたコマンド&コンカー初代作。Tiberian Dawn（ティベリウムの暁）とも言う。
コマンド&コンカー：コバートオペレーション
初代C&Cの拡張パック。
初代C&C及びC&C: THE COVERT OPERATIONS（秘密作戦）はプレイステーションに移植された。
コマンド&コンカー：ソール・サバイバー（Sole Survivor、『唯一の生存者』）
1997年発売。
コマンド&コンカー2：タイベリアン・サン (Tiberian Sun、『ティベリウムの太陽』)
1999年8月発売。多額の予算を使って作成されたが、ユニットの特徴がはっきりせずよい評判は得られなかった。C&C2とも言う。背景は再びGDI軍とNOD軍との戦いである。
拡張パックに2000年2月に発売されたC&C2: Firestorm（火の嵐）がある。
コマンド&コンカー：レネゲード (Renegade、『反逆者』)
2002年2月発売。RTSだった今までの作品に対し、この作品はFPSという異色を放った作品。コマンド&コンカシリーズ初のフル3D作品でもある。シングルプレイではプレーヤーはGDI軍のベテラン・コマンドー、ニック・パーカー大尉を操り、NOD軍の基地に潜入し破壊活動を行う。
コマンド&コンカー3：タイベリウム・ウォーズ (Tiberium Wars、『ティベリウムの戦』)
Westwood社がエレクトロニック・アーツ社に吸収される前に発売を計画していたコマンド&コンカーシリーズ。C&C3とも呼ばれる。エレクトリック・アーツが他の作品の製作に力を入れていたため、Westwoodのスタッフは不満を感じWestwoodを解散させた。またエレクトリック・アーツの商業的なスタイルは多くのWestwoodのスタッフを離職させることとなった。ティベリウム・ウォーズはエレクトリック・アーツLAと12名にも満たない前Westwoodのスタッフが参加する形で製作された。ストーリーはC&C: Tiberian Sun を引き次ぐ。日本未発売。
陣営はGDIとNOD以外に、人類の住む太陽系で幾世紀も眠り続けていた宇宙生命体の勢力、Scrinが参戦している。
2047年、GDIのフィラデルフィア宇宙ステーションがNODの地上から発射した核弾頭の攻撃を受けて戦争の火蓋が切られる。
グラフィックには前作のジェネラルズの描画エンジンをさらに強化したものが使われている。Windows版は2007年3月28日にリリースされた。その後Xbox 360版もリリースされた。
コマンド&コンカー3：ケインズ・ラス (Kane's Wrath、『ケインの怒り』)
2008年3月に発売されたタイベリウム・ウォーズの拡張パック。新しくユニットやミッションが追加された。日本未発売。
コマンド&コンカー4：タイベリアン・トワイライト (Tiberian Twilight、『ティベリウムの夕暮れ』)
2010年3月16日発売。タイベリウムシリーズの最終作。

### 『レッドアラート』シリーズ
コマンド&コンカー：レッドアラート(Red Alert、『赤色警報』)
1996年発売。前作の近未来から一転して舞台は20世紀になる。クロノスフィア（Chronosphere、タイムマシンのようなもの）によってヒットラー（Hitler）の存在が消されてしまうが、ナチス（Nazi）の代わりにソ連が欧州を侵略し始める。プレイヤーは連合軍かソ連軍の指揮官となり戦闘を勝利に導く。
C&C: レッドアラート（COUNTERSTRIKE、『逆襲』）
1997年3月発売。16の新たなミッションと106枚の地図が加えられた拡張パック。
C&C: レッドアラート（THE AFTERMATH、『余波』）
1997年9月発売。18の新たなミッションと100枚の地図が加えられた拡張パック。
コマンド&コンカー：レッドアラート2(Red Alert 2、『赤色警報2』)
2000年10月発売。描画エンジンにはタイベリアン・サンのものが使われた。ストーリーは前作のレッド・アラートを引き継いでいる。これも前作と同様人気を博した。
拡張パックにC&Cレッドアラート ユーリーズ・リベンジ（YURI'S REVENGE、『ユーリーの復讐』）があるが、こちらの方は勢力同士のバランスが悪く、ヒットには至らなかった。
コマンド&コンカー：レッドアラート3（Red Alert 3、『赤色警報3』）
2008年10月発売（Windows PC版）。同年11月にはXbox 360版を販売。2009年3月にPlayStation 3版をUltimate Editionとして発売。2作目で敗北寸前のソビエト（Soviet、『ソビエト連邦』）が大戦後の一人勝ちを目論み、秘密裏に開発したタイムマシンを使ってアインシュタインを暗殺したことで、核兵器の存在しない世界になった。しかし、核兵器を使用されなかった事で台頭した国家ジ・エンパイア・オブ・ザ・ライジング・サン（The empire of the rising sun、『旭日帝国』）が独自の先進技術で軍事力を蓄え、アライド・フォーセズ（Allied Forces、『欧米連合軍』）を交えた三つ巴の世界大戦が始まった。
コマンド&コンカー：レッドアラート3 アップライジング （Uprising、『蜂起』）
レッド・アラート3の拡張パック。2009年4月現在ではWindows版のダウンロード専売。ジ・エンパイア・オブ・ザ・ライジング・サンの追加兵器として薙刀を持った巨大ロボや女弓兵・巨大な顔面型の移動要塞などが加えられ、超能力を持つヒーローユニット「ユリコ・オメガ（Yuriko Omega）」のシナリオが追加された。

### 『ジェネラルズ』シリーズ
コマンド&コンカー：ジェネラルズ (Generals、『将軍』)
2003年2月発売。これまでC&Cの開発、販売を行ってきたWestwood社はエレクトロニック・アーツ社に吸収された。ジェネラルズはエレクトロニック・アーツ社第一弾のコマンド&コンカーシリーズである。レッド・アラートやタイベリア・サンとは異なり新たなストーリーが作られた。また新しい描画エンジン-SAGE ENGINEを搭載。フル3Dが実現した。舞台は2023年。登場する勢力は、アメリカ、中国、そしてGLAと呼ばれるゲリラ組織の3つになった。それまでの作品を超すグラフィックや兵器などのリアリティーが大ヒットし、レッド・アラート2に次ぐコマンド&コンカーシリーズの代表作となる。
- 米国 - 充実した装備と高い練度を誇る兵士、最新鋭の兵器を擁する。また空軍のユニットの種類も豊富。しかし生産に多くのコストがかかる。ヒーローユニットはバートン大佐。破壊活動に優れる。
- 中国 - 多人数の兵士による攻撃は圧倒的。それぞれのユニットの攻撃力も高い。スーパーウェポンとして核兵器を持つ。ヒーローユニットはブラック・ロータス。敵の建物の占領を短時間で行える。
- GLA（Global Liberation Army、『世界解放軍』） - GLAの最大の武器は自己犠牲。自らの命と引き換えに敵に多大な被害を与える。またトンネルネットワークを駆使した奇襲攻撃も十八番。ただユニットの性能は他の勢力に比べ劣っており、また空軍がない。スカッドミサイルを装備する。ヒーローユニットはヤルメン・ケル。敵のドライバーの狙撃が可能。

コマンド&コンカー：ジェネラルズ ゼロ・アワー（Zero Hour、『決定的瞬間』）
2003年9月に発売されたジェネラルズの拡張パック。新しくユニットやミッションが追加された。日本未発売。
コマンド&コンカー （Command & Conquer、『命令と征服』）（『コマンド&コンカー：ジェネラルズ』の続作）
2013年秋発売予定だったが、製作を断念、放棄された。
- EU（European Union、『欧州連合』）
- APA（Asia Pacific Alliance、『亜太連軍』）
- GLA（Global Liberation Army、『世界解放軍』）

## 関連製品
コマンド&コンカー：ザ・ファースト・デケード (The First Decade、『最初の十年』)
2006年02月07日発売。コマンド&コンカーの10周年を祝う記念パッケージ。これまでに発売された全12作を1枚のDVDに収めたコレクターズエディション。またこれとは別に開発者のコメントを収録したDVDが付属する。日本未発売。
コマンド&コンカー：タイベリウム（仮）（TIBERIUM）
タイベリウムシリーズの世界観を持ったFPSとなる予定だったが、「品質基準に達していない」という理由で2008年9月にプロジェクトがキャンセルされた。

## コマンド&コンカーに類似したゲーム
- ロード・オブ・ザ・リング バトル・フォー・ミドルアース - コマンド&コンカー ジェネラルズと同じ描画エンジンを使用して制作された
- EARTH 2150
- エイジ オブ エンパイア シリーズ